# Proceso constituyente en Chile
El proceso constituyente en Chile comprendió las diferentes iniciativas impulsadas entre 2015 y 2023 para reemplazar la Constitución Política de la República de Chile que fue promulgada en 1980 durante la dictadura militar dirigida por Augusto Pinochet.
Desde sus inicios, la Constitución de 1980 fue criticada por varios sectores opositores a la dictadura de Pinochet, al considerarla un elemento antidemocrático, redactada por la Comisión Ortúzar sin participación ciudadana, y que fue aprobada en un plebiscito que sus detractores consideran como "plagado de irregularidades". Si bien algunos sectores de la oposición decidieron aceptar la validez de la Constitución como parte de la realidad jurídica vigente necesaria para la transición a la democracia, otros mantuvieron la necesidad de la redacción de una Nueva Constitución en democracia.
En 2005, el gobierno de Ricardo Lagos logró aprobar una serie de reformas constitucionales que eliminaron la mayoría de los llamados «enclaves antidemocráticos» o «autoritarios» que mantenía la carta magna. Las reformas, sin embargo, no acabaron con las demandas de un sector político de construir una nueva Constitución; por el contrario, durante la década de 2010 éstos aumentaron. Campañas como Marca AC levantaron el debate dentro de la opinión pública. En la elección presidencial de 2013, Michelle Bachelet planteó la necesidad de crear una nueva Constitución y, durante su segundo gobierno, inició un «proceso constituyente» que consistió en campañas de educación cívica y constitucional, seguido luego por diálogos ciudadanos y luego la entrega de unas bases ciudadanas para la nueva constitución. A pocos días de finalizar su mandato, en 2018, Bachelet envió al Congreso Nacional un proyecto para una Nueva Constitución. Sin embargo, el recién asumido gobierno de Sebastián Piñera rechazó continuar con el proyecto.
Producto de las protestas iniciadas en octubre de 2019 a lo largo de todo el país, la mayoría de los partidos políticos firmaron un acuerdo para la redacción de una Nueva Constitución Política. El 25 de octubre  de 2020 se realizó un plebiscito nacional por el que la ciudadanía debía pronunciarse a favor o en contra de iniciar el proceso de elaboración de una nueva Constitución y, el mecanismo por el cual se redactaría, en este caso, Convención Mixta Constitucional (50 % de legisladores y 50 % de ciudadanos electos) o una Convención Constitucional (100 % de ciudadanos electos). En este plebiscito, la ciudadanía decidió por una amplia mayoría (78 %) elaborar una nueva Constitución. El órgano elegido para su redacción (79 %) fue una Convención Constitucional, la primera con paridad de género del mundo, y cuyos miembros fueron electos exclusivamente para este fin en mayo de 2021.
Una vez redactado el nuevo texto, un plebiscito ratificatorio realizado el 4 de septiembre de 2022 definió que el texto propuesto por la Convención Constitucional fuera finalmente rechazado y se mantuviera la Carta Magna vigente. Sin embargo, el gobierno de Gabriel Boric aclaró de que el resultado del plebiscito no significa el fin del proceso constituyente.

## Proceso 2015-2018
- Wikisource contiene obras originales de Proyecto para modificar la Constitución Política de la República de Chile de 2018.

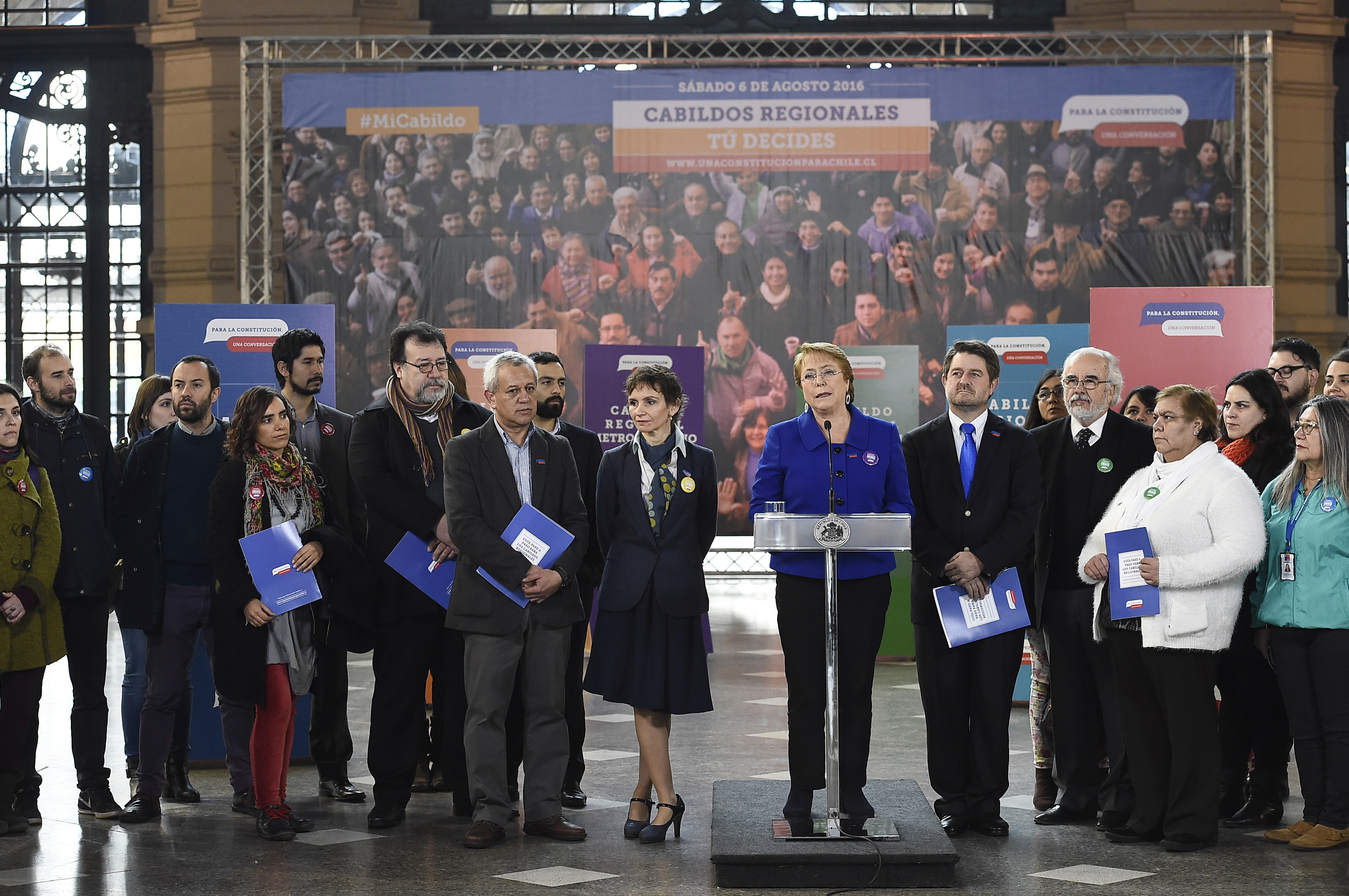
La presidenta Michelle Bachelet durante acto de lanzamiento de los cabildos regionales realizados el 6 de agosto de 2016.

El 1 de diciembre de 2014, durante la reunión realizada entre miembros del poder ejecutivo y dirigentes de la Nueva Mayoría para definir la «hoja de ruta» correspondiente a la labor del gobierno para el año siguiente, se definió entre sus prioridades el desarrollar un mecanismo para elaborar una nueva Constitución Política. El 28 de abril de 2015 la presidenta Michelle Bachelet anunció que en septiembre del mismo año se iniciaría un proceso constituyente para la redacción y aprobación de una nueva Constitución Política para el país, en reemplazo de la Constitución de 1980. El anuncio finalmente fue realizado mediante cadena nacional de radio y televisión el 13 de octubre de 2015.
El proceso consistió de tres instancias de participación ciudadana. Los ciudadanos aportaron sus ideas y valores a través de 4 formas distintas:
- Una consulta individual a través de Internet, entre el 23 de abril y el 6 de agosto de 2016.
- Encuentros locales auto-convocados (que poseían entre 10 y 30 integrantes), entre el 23 de abril y el 28 de junio de 2016.
- Encuentros provinciales, realizados el 16 de julio en las provincias de Magallanes, Tierra del Fuego y Última Esperanza, y el 23 y 24 de julio en las demás provincias.
- Encuentros regionales, realizados el 6 de agosto.[6]

Estos procesos dieron origen a un documento denominado Bases ciudadanas para la nueva Constitución, el cual sería el sustento de la nueva constitución. Luego se planeaba reformar la Constitución de 1980 para permitir un mecanismo de reemplazo de la misma, la cual podrá ser una comisión bicameral, una comisión mixta entre congresistas y ciudadanos, o una asamblea constituyente, la cual redactaría la nueva Constitución y la someterá a referéndum.
Finalmente, la presidenta Bachelet presentó ante el Congreso Nacional, el 6 de marzo de 2018, es decir, a cinco días antes del término de su mandato, un proyecto de reforma constitucional para modificar la Constitución Política de la República. Tras terminar su periodo presidencial, Bachelet reconoció que «no logramos concluir a cabalidad el proceso constituyente».

## Proceso 2019-2023

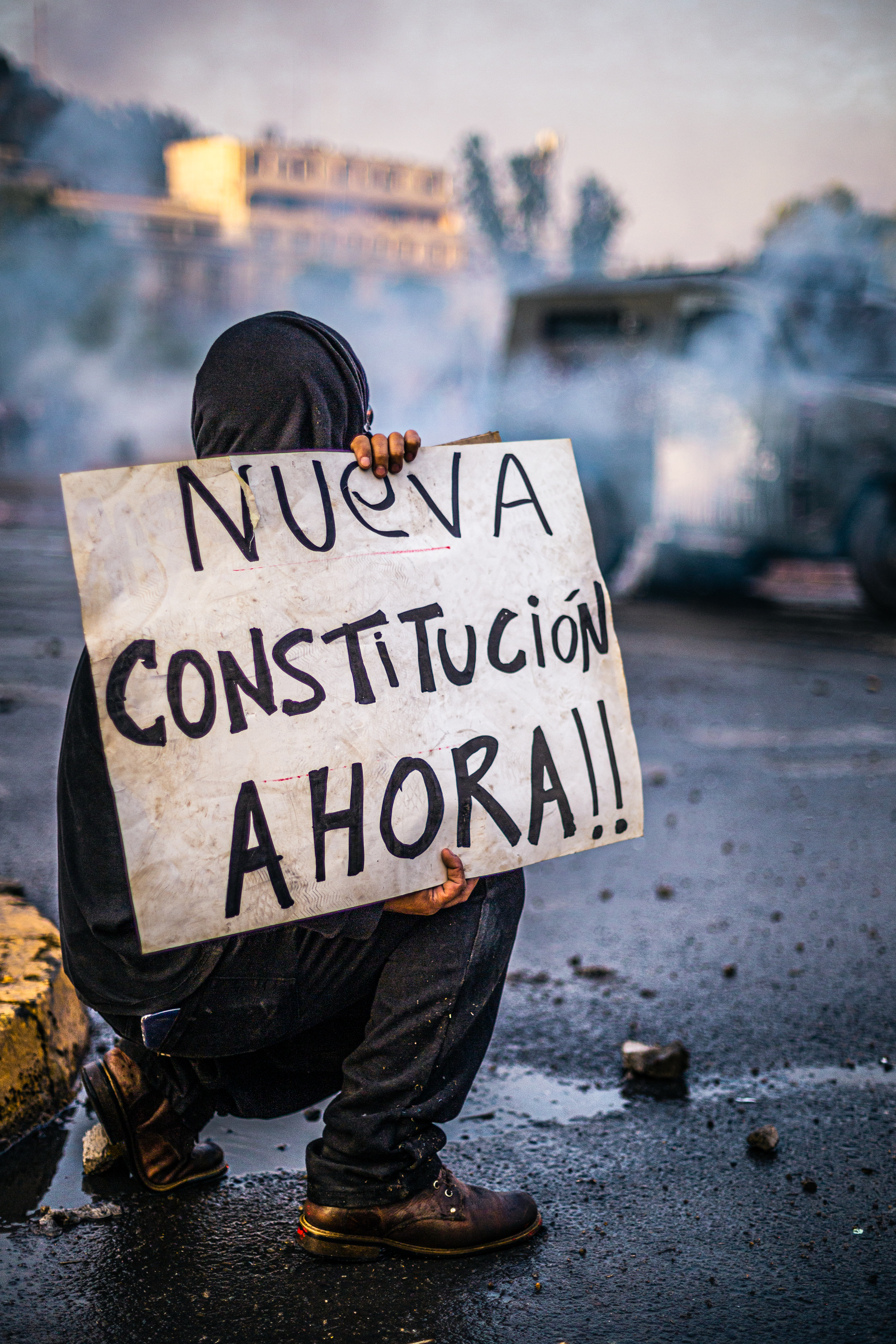
Manifestante en el marco de las protestas del estallido social, en noviembre de 2019.

### Plebiscito de entrada
- Wikisource contiene obras originales de Acuerdo por la paz social y la nueva constitución.

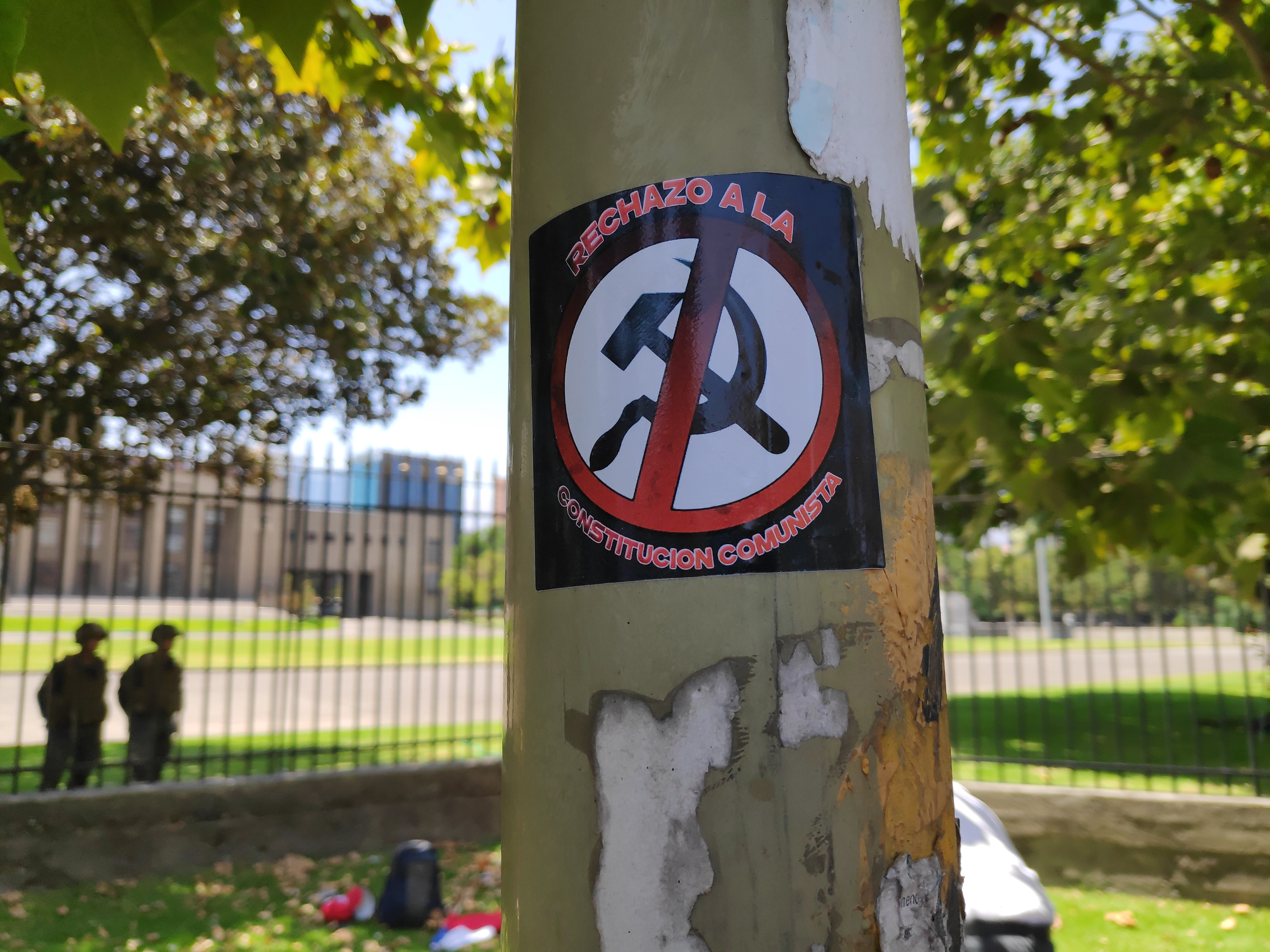
Pegatina en rechazo al acuerdo parlamentario en las afueras de la Escuela Militar.

En noviembre de 2019, como consecuencia de las masivas manifestaciones ciudadanas iniciadas en octubre, se anunció un acuerdo político para generar una nueva constitución que reemplace a la de 1980, el cual implica un plebiscito de entrada, a desarrollarse en octubre de 2020, y, en caso de ganar la opción de Apruebo, la creación de una convención constitucional encargada de la redacción de una nueva Constitución para posteriormente realizar un plebiscito ratificatorio.
El 24 de diciembre de 2019 fue publicada la reforma constitucional que habilita el inicio del proceso constituyente, mientras que el 27 de diciembre fue convocado oficialmente el plebiscito para el 26 de abril de 2020. En marzo de 2020, y como consecuencia de la pandemia de COVID-19 que afecta al país, el plebiscito fue postergado para el 25 de octubre del mismo año.
En el plebiscito participó la mayor cantidad de electores (7,56 millones) de la historia de Chile y se obtuvo la mayor participación electoral (50,9 %) desde la instauración del voto voluntario. Los resultados muestran que la opción «Apruebo» se impuso con un 78,3 % de los votos válidos y la opción «Convención Constitucional» (compuesta en su totalidad por miembros electos) con un 79 % de los votos por sobre la «Convención Mixta Constitucional» (compuesta en un 50 % por legisladores en ejercicio y un 50 % de miembros electos) que obtuvo un 21 %.

### Primera propuesta constitucional
- Wikisource contiene una copia del Borrador de la propuesta de Constitución Política de la República de Chile de 2022.
- Wikisource contiene una copia de la Propuesta de Constitución Política de la República de Chile de 2022.Ceremonia de clausura de la Convención Constitucional.

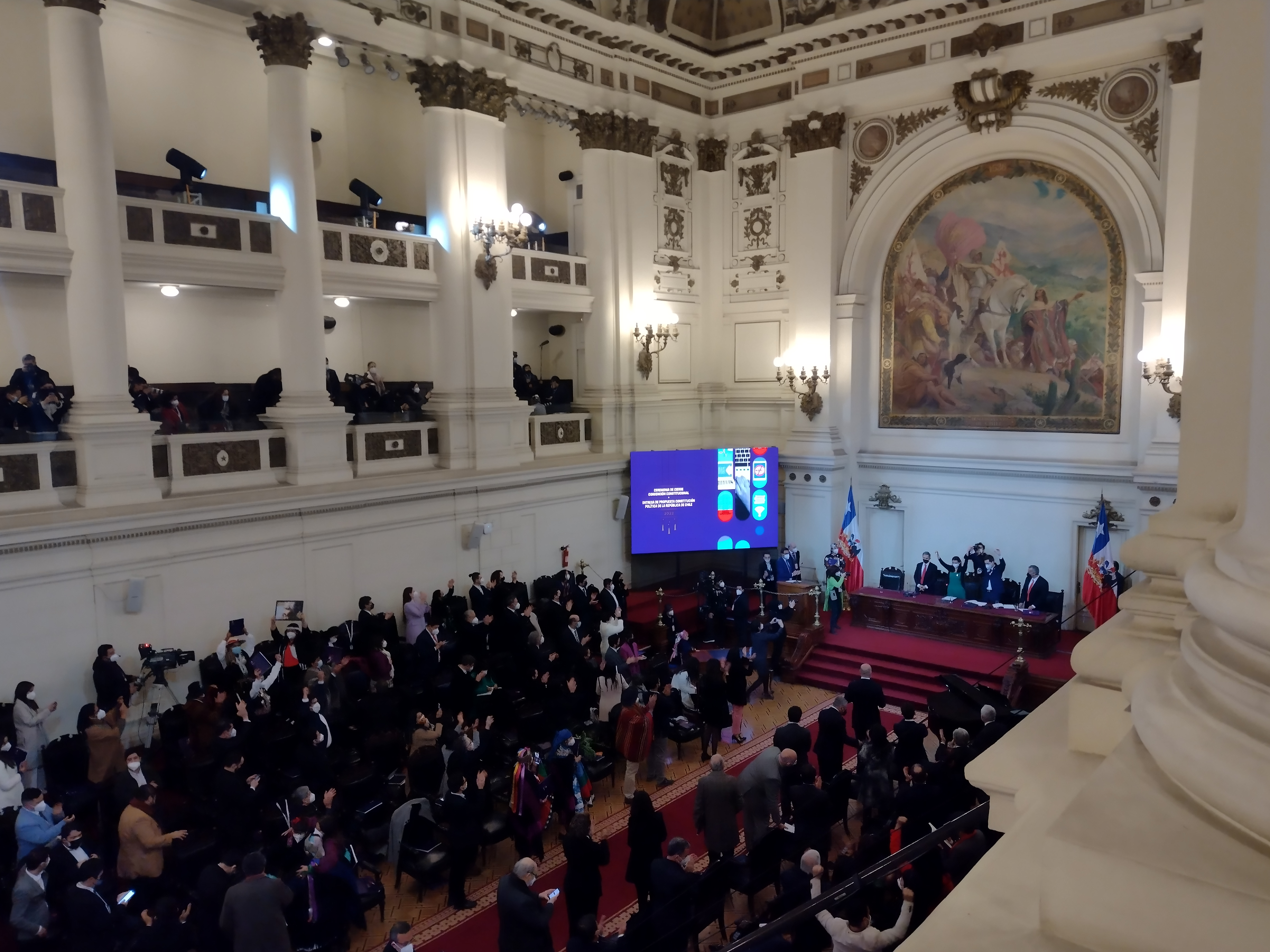
Ceremonia de clausura de la Convención Constitucional.

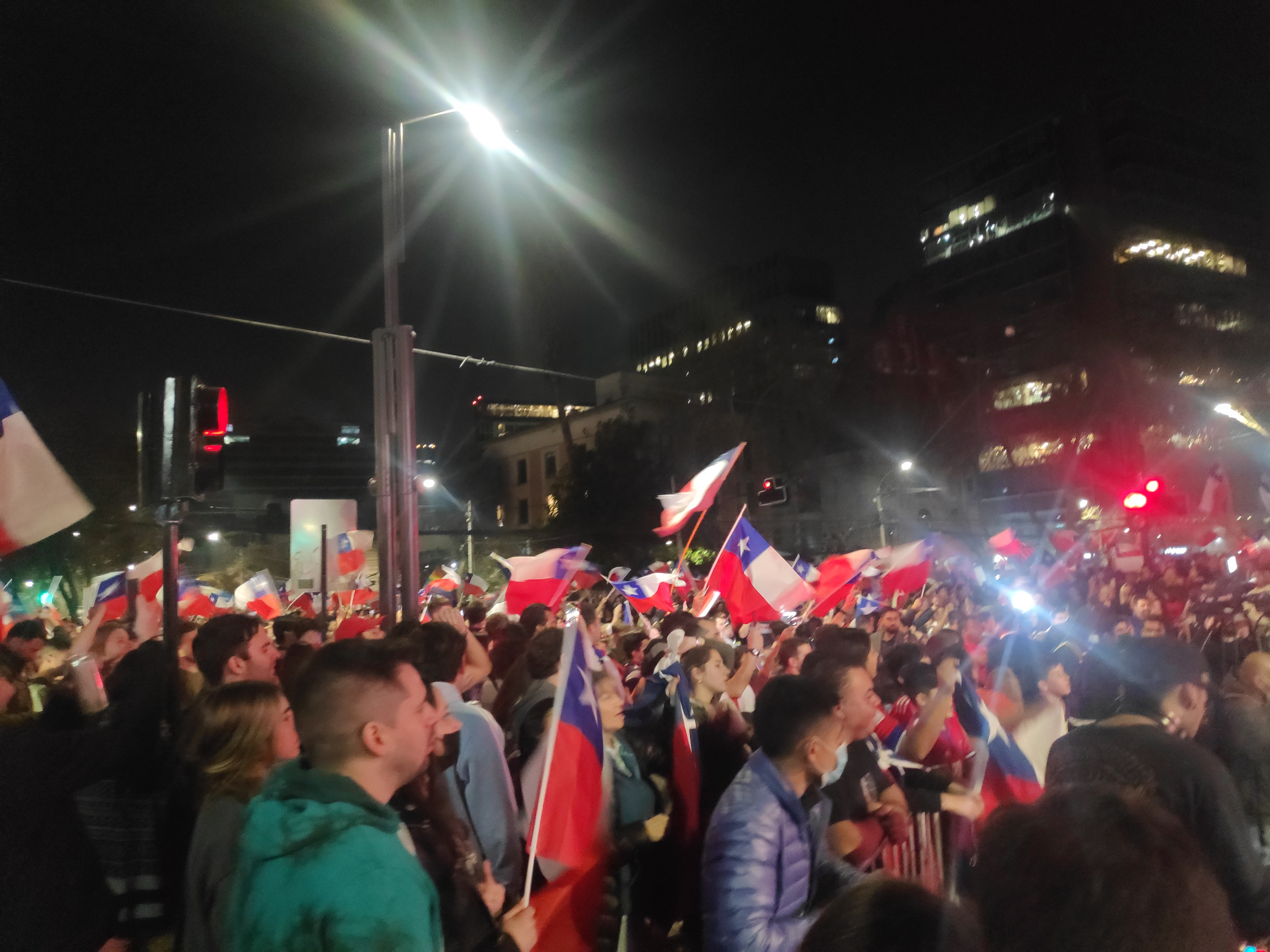
Celebraciones por el triunfo del Rechazo en la capital chilena

Con el triunfo de la opción «Apruebo» en el plebiscito del domingo 25 de octubre de 2020, se inició el proceso para elegir el 15 y 16 de mayo de 2021 una Convención Constitucional, compuesta por 155 integrantes elegidos bajo las normas de las elecciones de la Cámara de Diputadas y Diputados, de los cuales 17 escaños están reservados para los pueblos originarios. La Convención Constitucional está compuesta de manera paritaria por 78 hombres y 77 mujeres, siendo la primera asamblea constituyente en el mundo en tener dicha característica.
La Convención Constitucional inició sus sesiones el 4 de julio de 2021, mediante una ceremonia realizada en los jardines del palacio del ex Congreso Nacional de Chile. El plazo máximo para la redacción de la nueva constitución era el 4 de abril de 2022 (al cumplirse 9 meses desde su instalación); en caso de usarse la prórroga prevista en el art.137 de la constitución vigente, este plazo vencería el 4 de julio de 2022. Tras la aprobación de su Reglamento General y otras normas anexas, el inicio del debate constitucional ocurrió el 18 de octubre de 2021, al cumplirse dos años del inicio del estallido social.
Luego de un año de funcionamiento, la Convención Constitucional finalizó sus funciones y se declaró disuelta el 4 de julio de 2022; en la misma ocasión fue presentado el texto definitivo de la propuesta de Constitución Política de la República de Chile de 2022. Dicho texto fue sometido a plebiscito el 4 de septiembre siendo rechazado por un 62 % de los electores.

### Segunda propuesta constitucional
- Wikisource contiene obras originales de Acuerdo por Chile.

Al día siguiente del plebiscito que rechazó la propuesta constitucional, el presidente de la República, Gabriel Boric, se reunió con los presidentes del Senado y la Cámara de Diputadas y Diputados —Álvaro Elizalde (PS) y Raúl Soto (PPD), respectivamente— con el objetivo de generar en el Congreso Nacional «un diálogo que permita establecer un camino institucional para avanzar en el proceso constituyente». El 6 de septiembre, y luego de un cambio de gabinete ministerial, el presidente Boric se reunió con los presidentes de los partidos políticos del oficialismo y la oposición para definir las acciones a seguir para continuar el proceso constituyente. Al día siguiente, se reunieron en el Senado a los presidentes de partidos políticos y los jefes de bancadas parlamentarias de éstos para iniciar las conversaciones sobre reformas constitucionales para dar continuidad al proceso.
El 12 de septiembre se reunieron en el palacio del ex Congreso Nacional en Santiago representantes de la Cámara de Diputadas y Diputados y del Senado para continuar las negociaciones sobre el proceso constituyente; se acordó elegir una nueva Convención que estará acompañada por un comité de expertos y se realizará un plebiscito de salida para ratificar o rechazar el nuevo texto propuesto que será con voto obligatorio. Al día siguiente de dicha reunión los partidos que integran Chile Vamos anunciaron que no participarían de la siguiente reunión de coordinación debido a declaraciones del gobierno acerca de la negociación, por lo tanto la reunión programada inicialmente para el 15 de septiembre fue postergada para el 23 del mismo mes.
El 12 de diciembre se anunció el acuerdo alcanzado por los parlamentarios, en el cual se determinó la creación del Consejo Constitucional, que estará compuesto por 50 miembros electos por votación popular, los cuales estuvieron acompañados durante parte del proceso por una Comisión Experta de 24 integrantes designados por el Congreso Nacional y que redactó el anteproyecto constitucional; también existió un Comité Técnico de Admisibilidad. El 17 de enero de 2023 fue publicada la reforma constitucional que establece el nuevo procedimiento para elaborar una nueva Constitución. Tras el término del trabajo del Consejo, el texto final fue sometido a un plebiscito el 17 de diciembre de 2023, en el cual fue rechazado. 